# Ciovlicii
Familia glareolidelor sau ciovlicii (Glareolidae) cuprinde păsări mici și mijlocii (cu  o lungime de 17–29 cm și o greutate de 37–172 g), din ordinul caradriiformelor (Charadriiformes),  cu aripi lungi, ascuțite, cioc scurt sau de lungime mijlocie, uneori de culoare roșu sau galben la bază,  având mandibula superioară boltită și arcuită. Picioare sunt lungi (alergătoare) sau destul de scurte (mai ales la Glareola). Penajul colorat discret în maro, negru, sau alb, cu excepția păsării crocodilului  (Pluvianus aegyptius). Sunt răspândite în regiunile calde și temperate din Africa, Eurasia și Australia unde trăiesc în deșert, stepă, savană, păduri deschise și râuri mari. Hrana constă, în general, din insecte, precum și din alte nevertebrate. Cuprinde 5 genuri și 17 specii. 
În România se întâlnesc două specii, ciovlica roșcată (Glareola pratincola) și ciovlica negricioasă (Glareola nordmanni), singurele din Europa.
Speciile mai cunoscute sunt:
- Ciovlica roșcată (Glareola pratincola) o pasăre călătoare cu o lungime de 25 cm, care cuibărește în colonii pe întinderile  nisipoase din vecinătățile lacurilor  dobrogene.  Are aripile ascuțite și lungi, brune deasupra și ruginii dedesubt, coada în furculiță, cu vârfurile negre și rădăcina albă, spinarea cafenie, picioarele înăltuțe, ciocul scurt și puțin curbat la vârf, gușa gălbuie, înconjurată de un guler fin negru,  pieptul cafeniu și abdomenul alb. Toamna migrează spre locurile de iernat din nordul Africii.
- Ciovlica negricioasă (Glareola nordmanni) are o lungime de 25 cm, cuibărește prin aceleași locuri ca ciovlica roșcată, uneori chiar în colonii mixte, împreună cu aceasta. Penajul este colorat asemănător cu al ciovlicii roșcate, de care se deosebește în zbor sau când își ridică aripile prin culoarea neagră de sub aripă. Toamna migrează spre locurile de iernat din Africa, la sud de   Sahara.
- Ciovlica de deșert (Cursorius cursor) are o lungime de 23 cm, este răspândită în ținuturile deșertice sud-vestice ale Asiei și în Africa. A fost semnalată izolat și în Europa. Are culoarea nisipului, mai închis la culoare pe aripi.
- Pasărea crocodilului (Pluvianus aegyptius) este o pasăre africană numită de arabi „păzitoarea crocodililor", are o lungime de 23 cm, este răspândită în centrul Africii, la sud de Sahara, unde trăiește pe bancurile nisipoase ale fluviilor. Se hrănește cu nevertebrate, în special cu insecte. Creștetul, spatele sunt negre cu o dungă neagră pe piept, aripile gri-albăstrui, iar dedesubtul corpului ocru-gălbui. Depune 3-4 ouă care sunt clocite de nisipul fierbinte, unde le îngroapă la o adâncime de circa 10 cm.